# Jack Watling
Jack Watling, född 13 januari 1923 i Chingford, Essex, England, död 22 maj 2001 i Chelmsford, Essex, England, var en engelsk skådespelare. Watling som filmdebuterade 1938 medverkade i brittisk film och TV och var aktiv fram till mitten av 1990-talet.

## Filmografi, urval
- 1944 – Ödets män
- 1948 – Fallet Winslow
- 1949 – Under Capricorn
- 1955 – Herr Satan själv
- 1956 – Han gav sig aldrig
- 1957 – Skeppsbrutna i paradiset
- 1958 – Titanics undergång
- 1960 – Sänk Bismarck!
- 1965 – Barnjungfrun